# PlayStation Camera

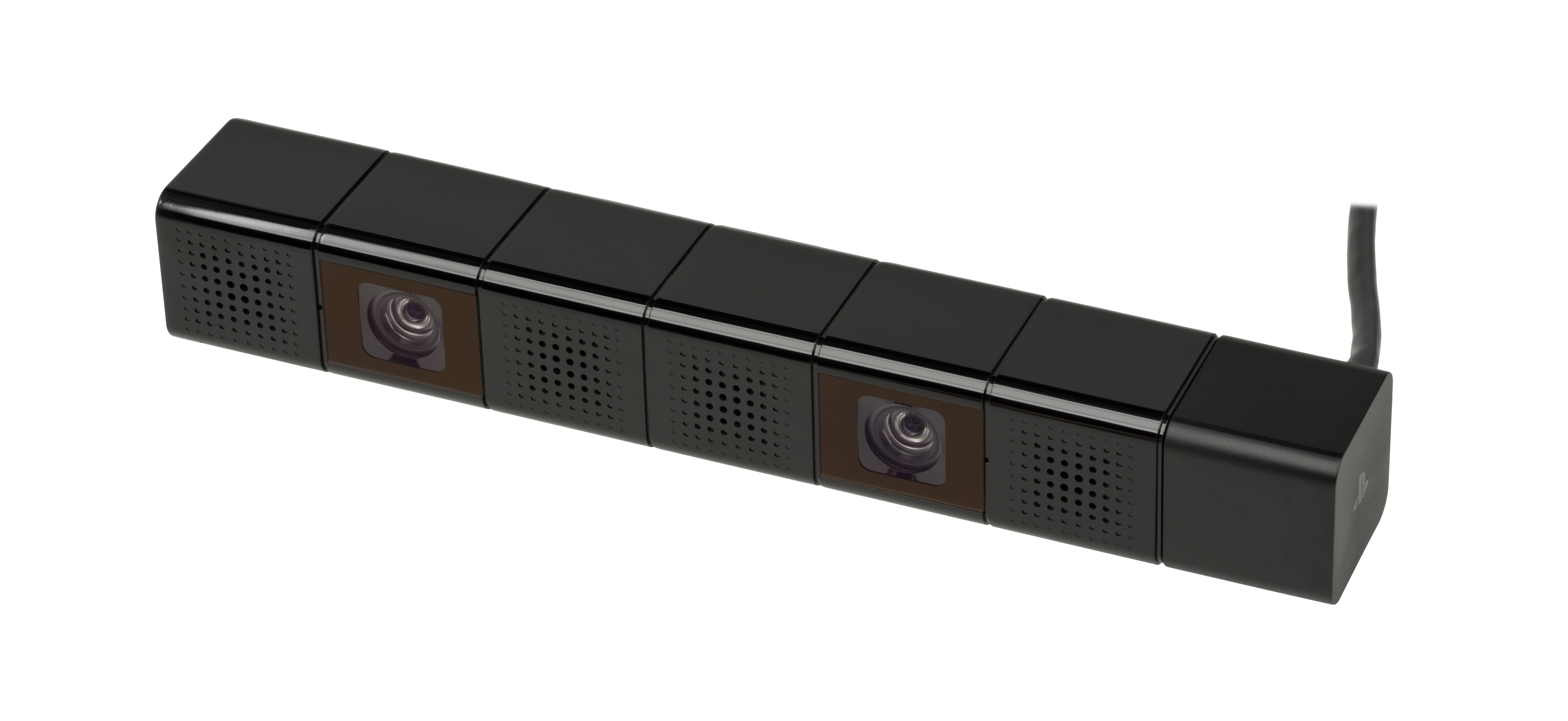
PlayStation Camera (erste Generation)

Die PlayStation Camera ist ein Zubehör für die Spielkonsole PlayStation 4 und stellt eine Weiterentwicklung der PlayStation Eye für die PlayStation 3 dar. Sie wurde von Sony Interactive Entertainment entwickelt und zeitgleich mit der PlayStation 4 veröffentlicht. Ihr Nachfolger ist die HD-Kamera für die PlayStation 5.

## Technik und Funktionen
Ein Dual-Kamera-System erlaubt ähnlich zu Microsofts Kinect eine Tiefenwahrnehmung der Umgebung. Alternativ können die beiden Kameras für voneinander unterschiedliche Aufgaben zum Einsatz kommen. Zum Beispiel kann ein Sensor zur Bewegungserkennung verwendet werden und die zweite Kamera simultan einen Videomitschnitt aufzeichnen. Die beiden Kameras unterstützen jeweils HD-Auflösungen sowie eine maximale Bildrate von 240 Bildern pro Sekunde. Zusätzlich sind vier Mikrofone (Mikrofon mit vier Kanälen) verbaut. Dieser Aufbau erlaubt einzelne Geräusche beziehungsweise Stimmen räumlich zuordnen zu können und dient darüber hinaus zur Rauschunterdrückung. Für Spiele wäre somit eine zusätzliche Sprachsteuerung denkbar. Sony wird die Kamera laut eigenen Angaben nach dem Start der PlayStation 4 mit weiteren Software-Features ausstatten. Angekündigt wurde bislang eine Gestensteuerung, eine Sprachsteuerung sowie eine Gesichtserkennung. Die Kamera ist für den Betrieb von PlayStation VR zwingend erforderlich. Außerdem ist es mit der PlayStation Camera möglich, sich bei ausreichenden Lichtverhältnissen mit seinem Gesicht einzuloggen.

## Verkaufszahlen
Im März 2014 verkündete Sony, dass weltweit insgesamt über 900.000 Einheiten der PlayStation Camera verkauft wurden. 2016 wurde geschätzt, dass 15 Prozent aller PlayStation-4-Nutzer ebenfalls eine PlayStation Camera besaßen.

## Revision

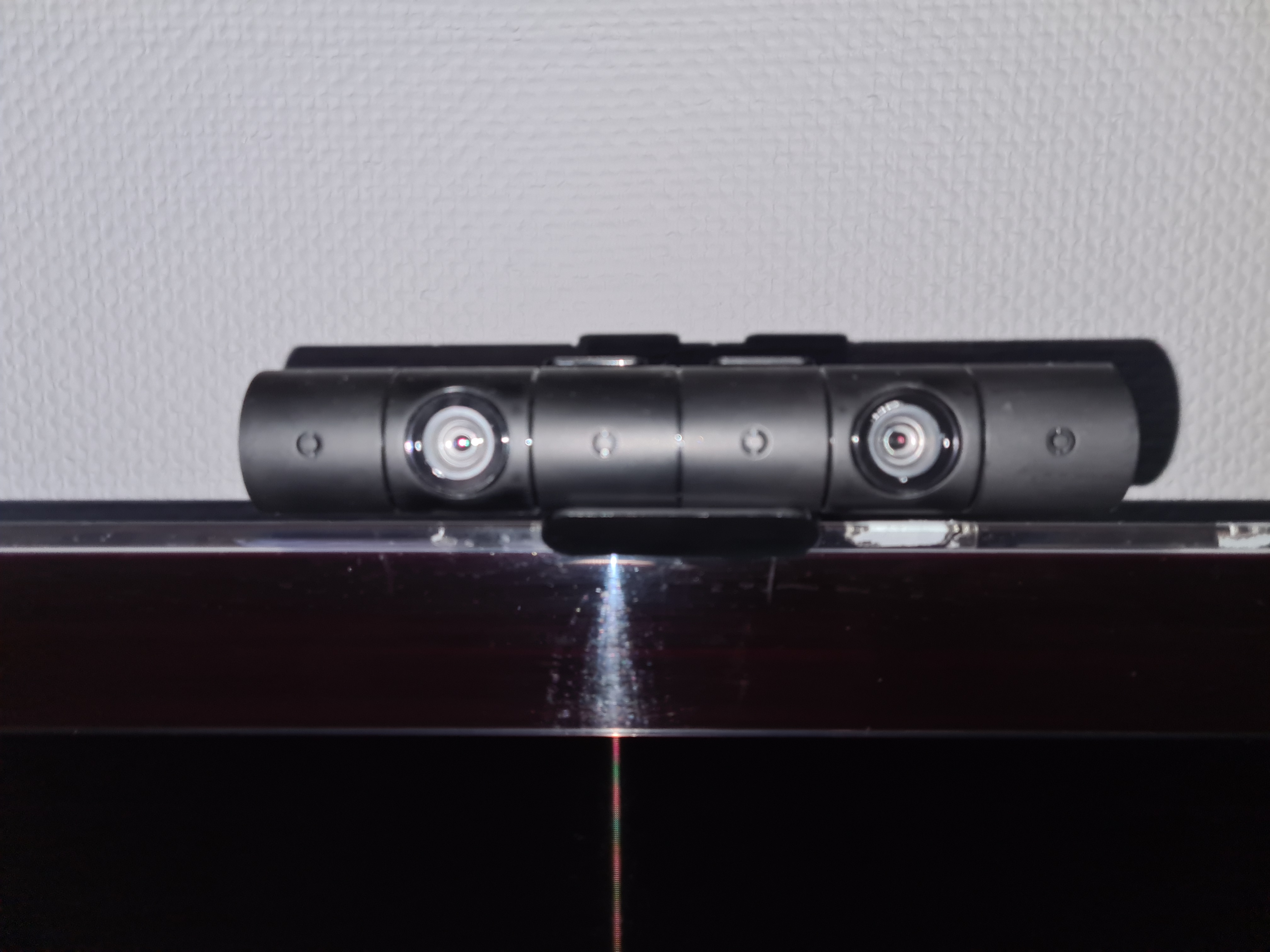
Revision

Mit der offiziellen Vorstellung der PlayStation 4 Slim und PlayStation 4 Pro am 7. September 2016 wurde auch eine Revision der PlayStation Camera mit Veröffentlichungsdatum am 15. September 2016 vorgestellt. Das neue Design hat eine zylindrische Form statt die rechteckige Form der ersten Generation der PlayStation Camera und verfügt nun über einen Ständer, mit dem der Kamerawinkel der Kamera selbst eingestellt werden kann.

## Unterstützte Software
Nachfolgend eine unvollständige Liste von Spielen, die die PlayStation Camera unterstützen:
- Alien: Isolation
- Angry Birds Star Wars
- Bacon Butthole Army
- Baila Latino
- Commander Cherry's Puzzled Journey
- FIFA 15, 16 und 17
- Just Dance 2014, 2015, 2016, 2017, 2018, und 2019
- LittleBigPlanet 3
- NBA 2K15, 2K16 und 2K17
- Omega Quintet
- The Playroom
- Rabbids Invasion: The Interactive TV Show
- SHAREfactory
- Singstar
- Surgeon Simulator
- Tearaway Unfolded
- Until Dawn
- War Thunder

Außerdem unterstützt das Menü der PlayStation 4 Bewegungssteuerung und Spracherkennung via PlayStation Camera.